# Laraje
Laraje o San Mamed de Laraje (llamada oficialmente San Mamede de Laraxe) es una parroquia del municipio de Cabañas, en la provincia de La Coruña, Galicia, España.

## Entidades de población
Entidades de población que forman parte de la parroquia:
- Fontenova (A Fontenova)
- Barreiras (As Barreiras)
- La Torre (A Torre)
- Feal (O Feal)
- Peón (O Peón)
- Pereiro (O Pereiro)
- Os Anidos
- Pedregal (Pedreiras)
- Relousada
- Os Currás

### Despoblado
- Vilar do Colo

## Demografía
| Gráfica de evolución demográfica de Laraje entre 2000 y 2018 |
|                                                              |
| Datos según el nomenclátor publicado por el INE.             |

## Patrimonio
- Iglesia de San Mamede de Laraxe (s. XVII) sometido a una importante reforma en el siglo XIX. Junto al atrio de la iglesia se encuentra un antiguo sepulcro, fuente de leyendas populares, conocido como “a pía do santo” (la fuente del santo).
- Marco do Salto.
- Marco de San Lourenzo.
- Casa en Laraxe (s. XX).
- Molino de Rifón y da Costa.